# Mare de Déu de la Salut de Sant Tomàs de Balaguer
La Mare de Déu de la Salut de Sant Tomàs de Balaguer és una capella del poble nord-català de Sant Tomàs de Balaguer, pertanyent a la comuna de Fontpedrosa, de la comarca del Conflent.
Està situada en el petit nucli de Sant Tomàs de Balaguer.